# Sathrochthonius maoricus
Sathrochthonius maoricus är en spindeldjursart som beskrevs av Beier 1976. Sathrochthonius maoricus ingår i släktet Sathrochthonius och familjen käkklokrypare. Inga underarter finns listade i Catalogue of Life.